# Clara Sánchez

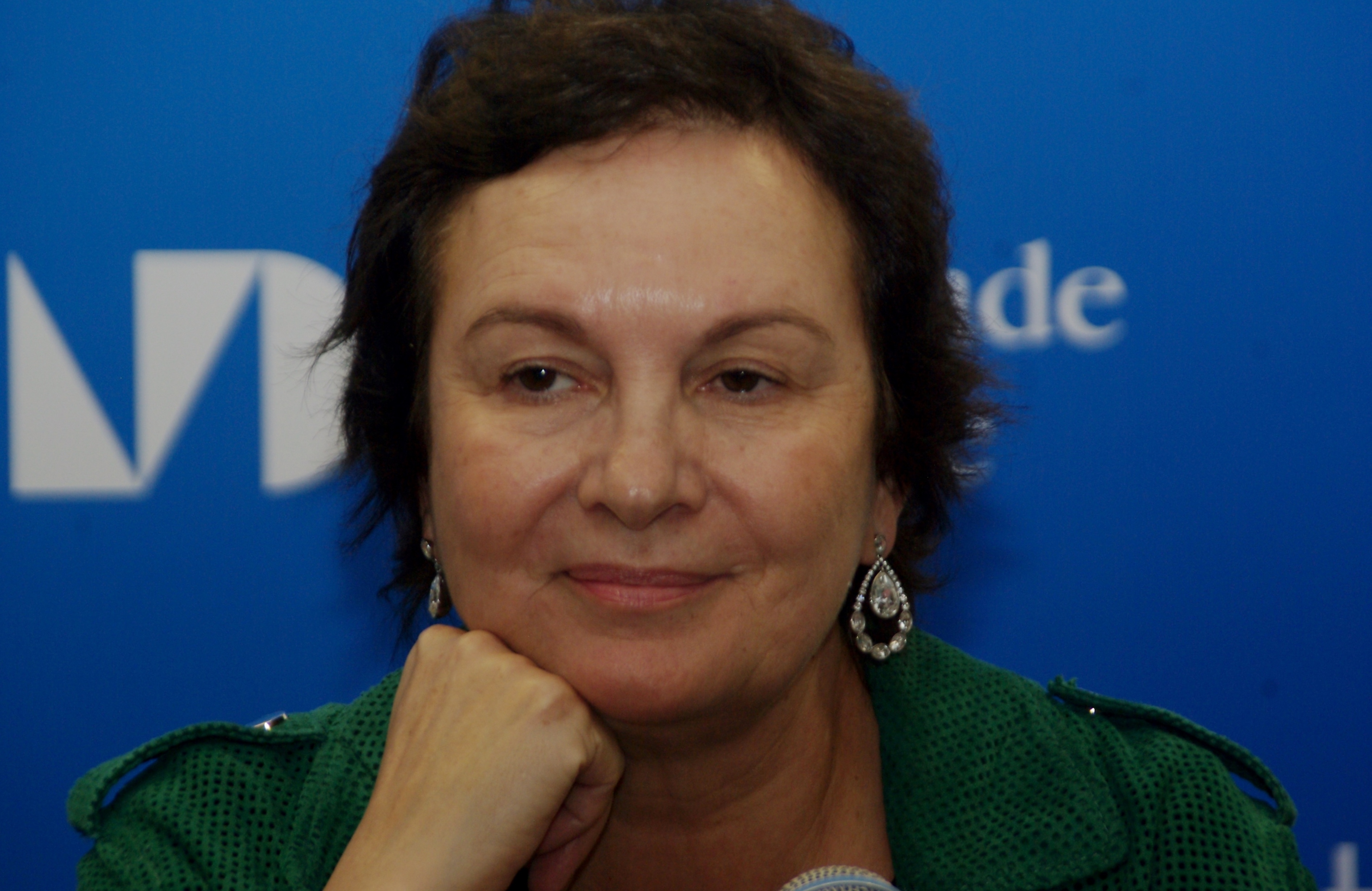
Clara Sánchez 2014

Clara Sánchez (* 1. März 1955 in Guadalajara) ist eine spanische Schriftstellerin.

## Biografie
Clara Sánchez wuchs in Valencia auf und lebt heute in Madrid, wo sie an der Universität Hispanische Philologie studierte und später auch lehrte. Auch war sie zeitweise beim Fernsehen tätig. Ihr erstes Buch erschien 1989.

## Auszeichnungen
- 2000: Premio Alfaguara de Novela für Letzte Notizen aus dem Paradies
- 2010: Nadal-Literaturpreis für Lo que esconde tu nombre
- 2013: Premio Planeta für El cielo ha vuelto
- 2023: Wahl zum Mitglied der Real Academia Española (Sitz X)[1]

## Werke
- Piedras preciosas (1989)
- No es distinta la noche (1990)
- El palacio varado (1993)
- Desde el mirador (1996)
- El misterio de todos los días (1999), dt.: Der Sommer mit Elena
- Últimas noticias del Paraíso (2000), dt.: Letzte Notizen aus dem Paradies
- Desde el mirador (2004)
- Presentimientos (2008)
- Lo que esconde tu nombre (2009), dt.: Was dein Name verbirgt
- Entra en mi vida (2012)
- El cielo ha vuelto (2013)
- Cuando llega la luz (Destino, 2016)
- El amante silencioso (Planeta, 2018)
- El infierno en el paraíso (2021)

## Bearbeitungen
Der WDR5 produzierte 2011 das Hörspiel Was dein Name verbirgt.